# Austvågøya

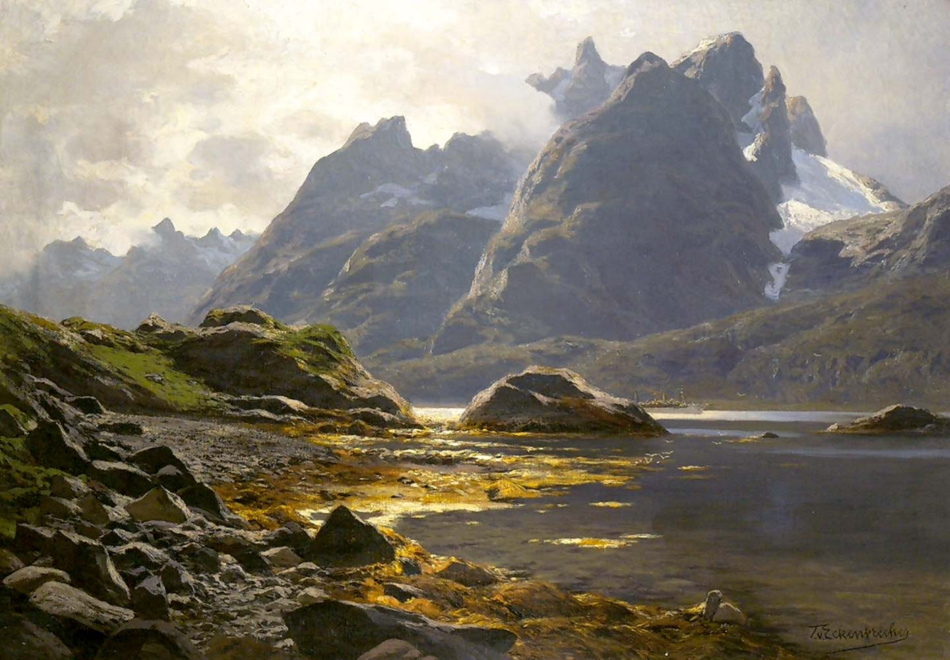
Raftsundet, målning från 1906 av Eckenbrecher.

Austvågøya är en ö i Nordland fylke i norra Norge. Den är ögruppen Lofotens största ö med en yta på 530,06 km².  Den avgränsas i öster (mot Hadseløya) av det smala Raftsundet och här finns också öns högsta topp Higravtinden med 1 146 meter över havet.
I öster skiljer Raftsundet Austvågøya från Hinnøya. I söder ligger Vestfjorden. I väster är Austvågøya skild från Vestvågøya och Gimsøya av Henningsværstraumen och Gimsøystraumen. I norr (öster) skiljer Hadselfjorden Austvågøya från Hadseløya. 
Ön är administrativt uppdelad mellan Vesterålskommunen Hadsel, som administrerar de nordligaste områdena, medan resten tillhör Vågans kommun i Lofoten.
Största tätort är Lofotens huvudort, Svolvær.

## Bilder

Austvågøy
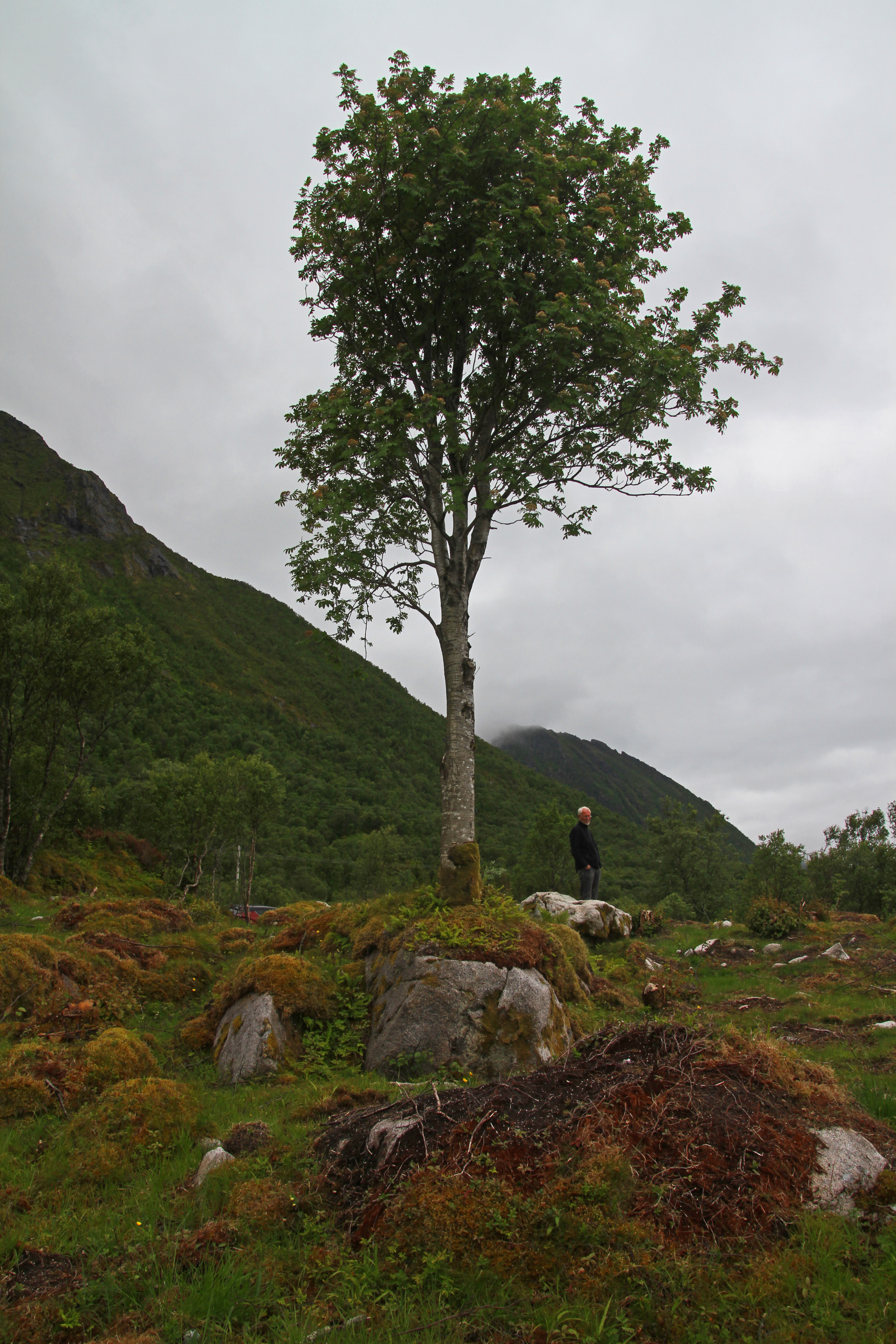
Austvågøya.
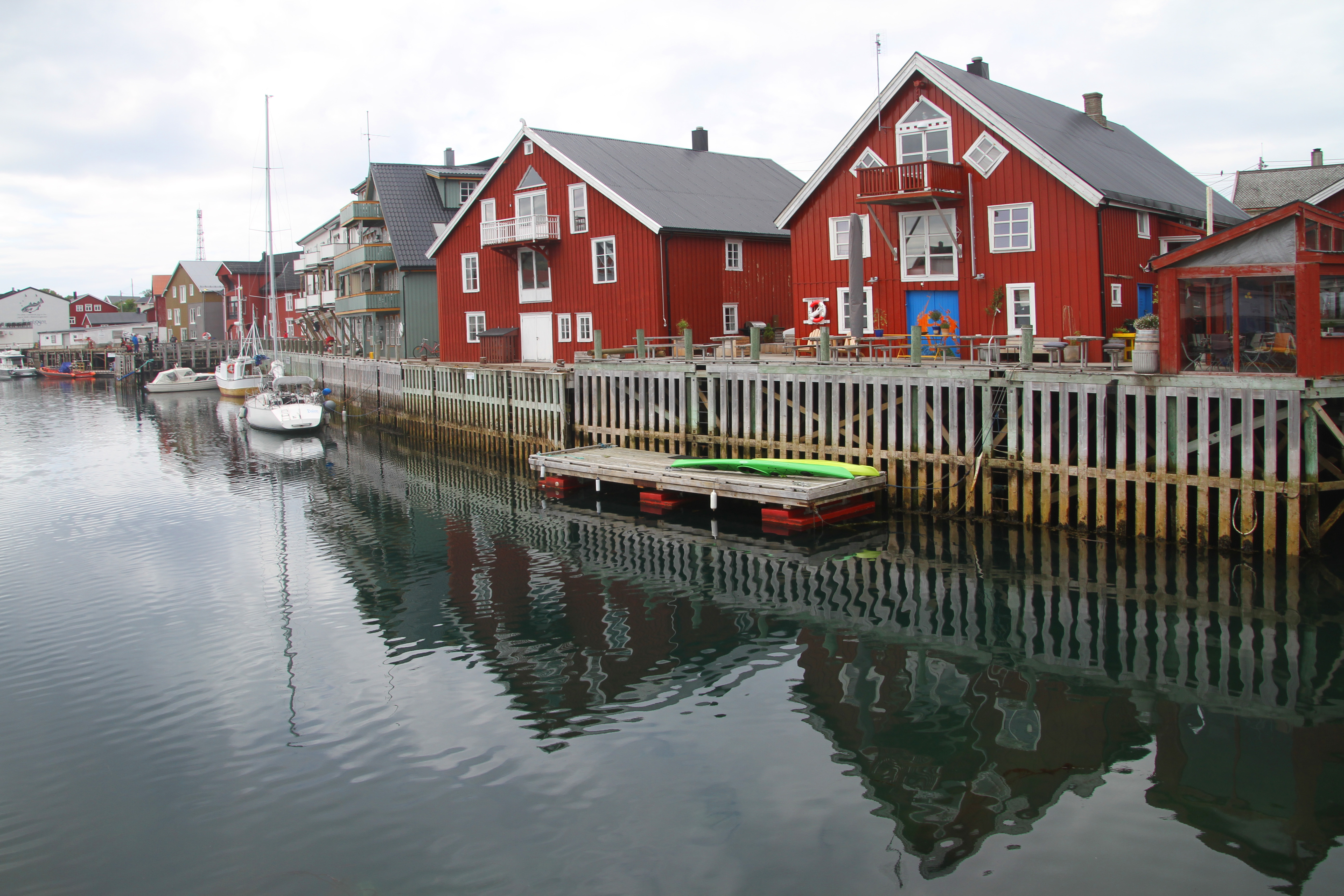
Henningsvær.
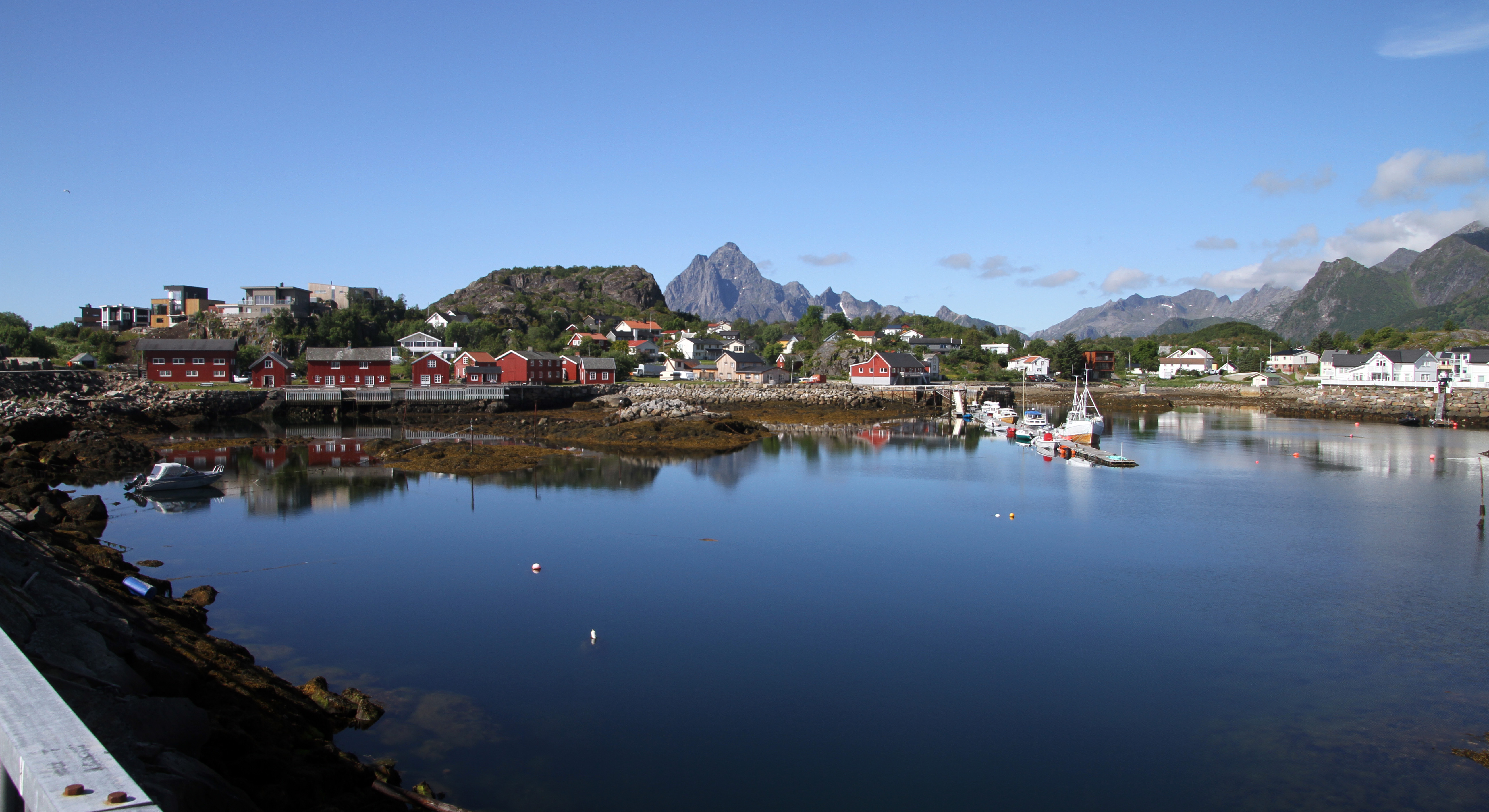
Kabelvåg.
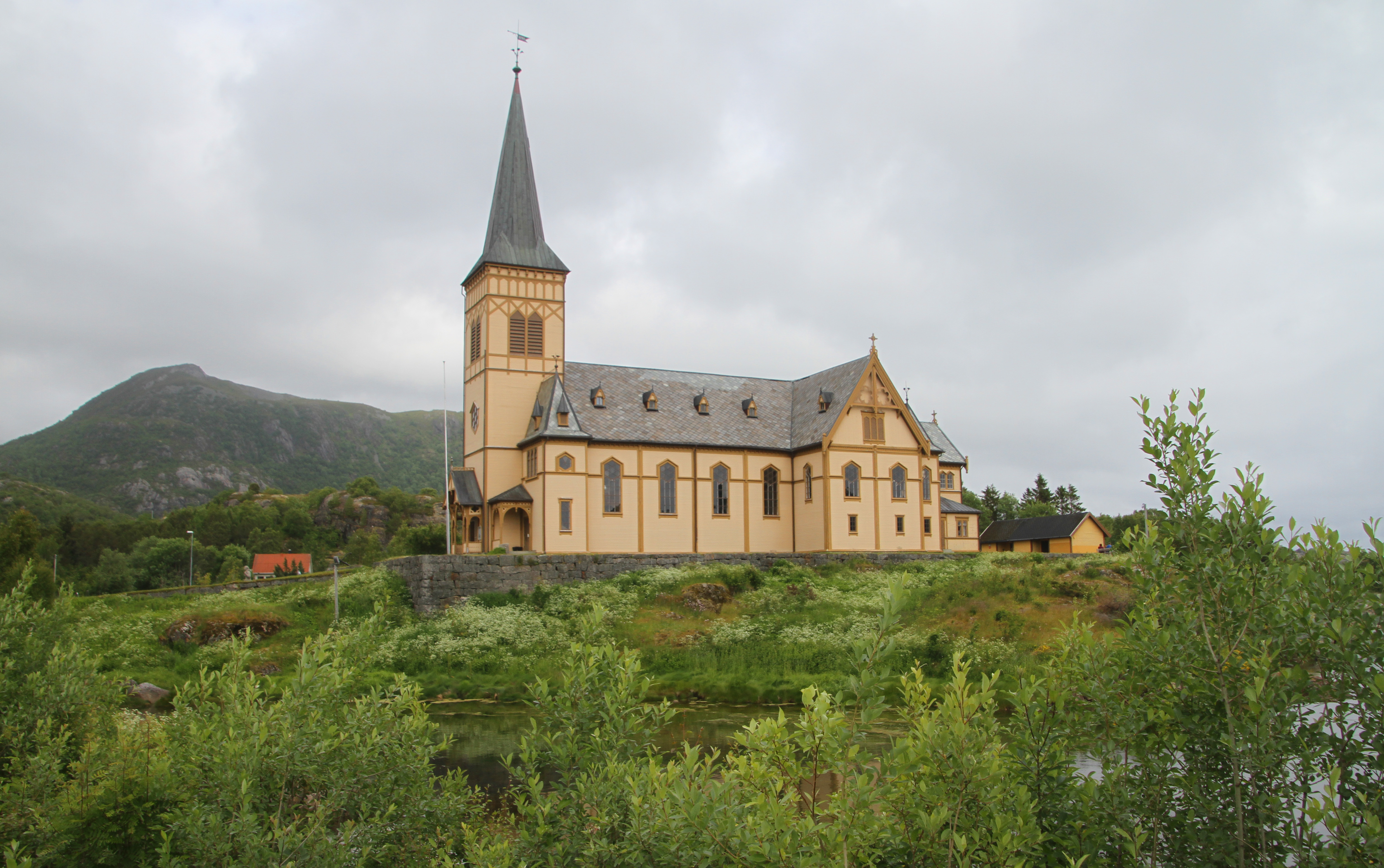
Kabelvågs kyrka.
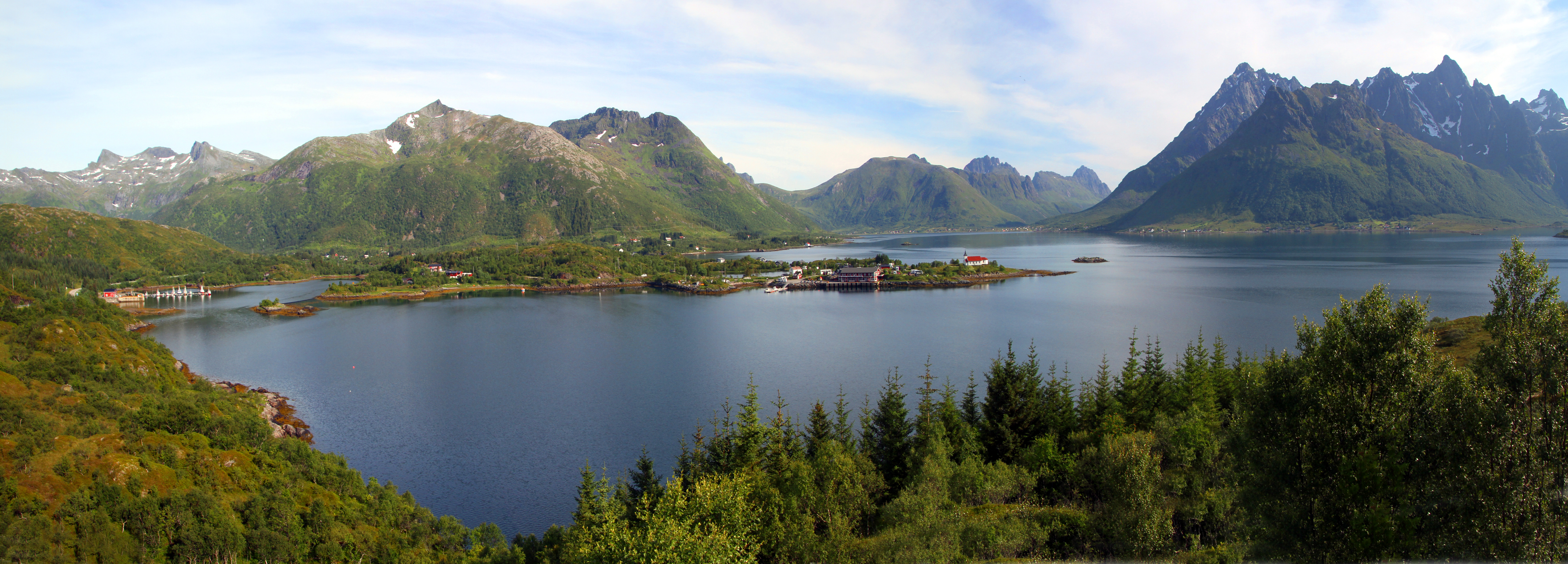
Sildpollneset.
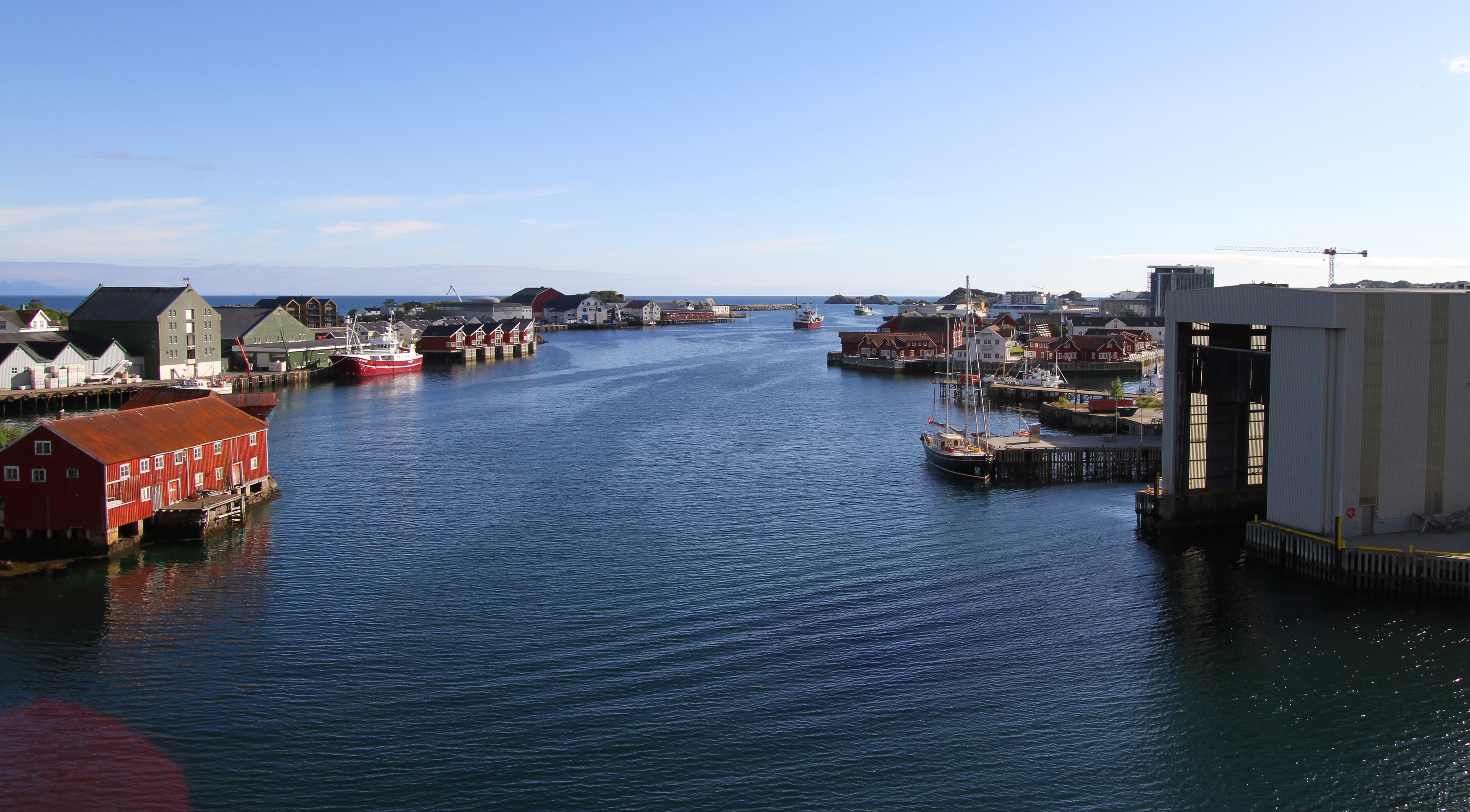
Svolvær.
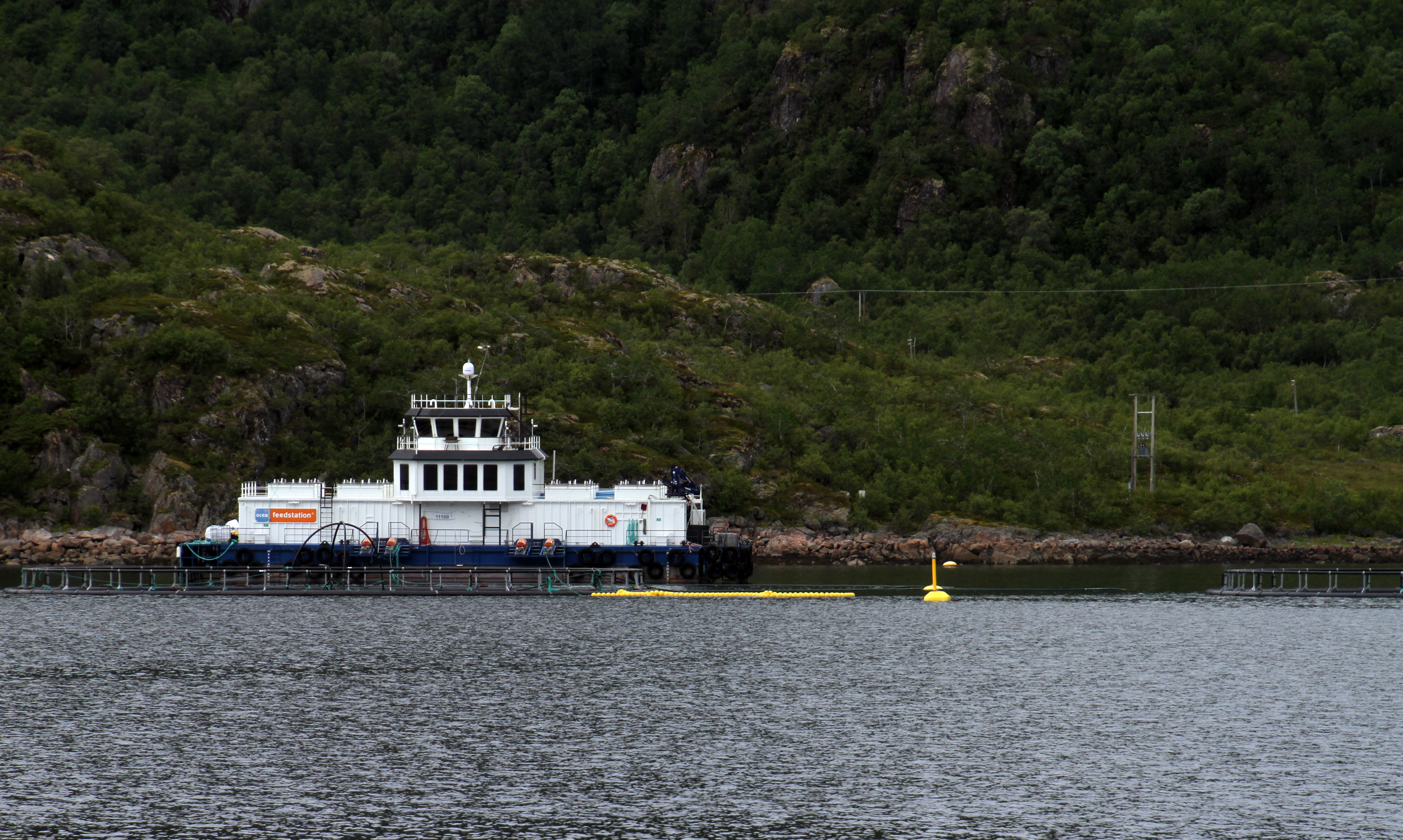
Raftsundet.
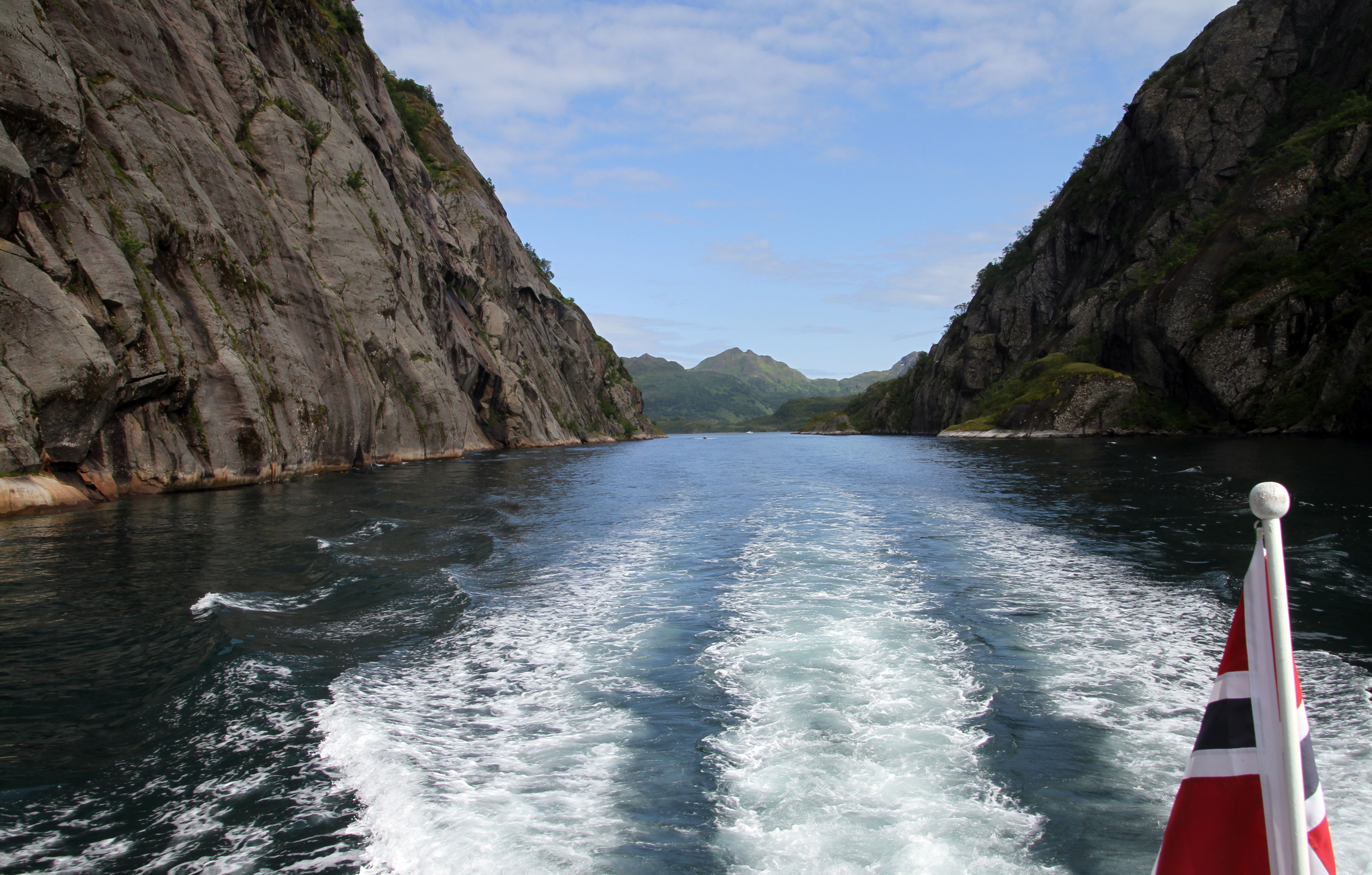
Trollfjorden.
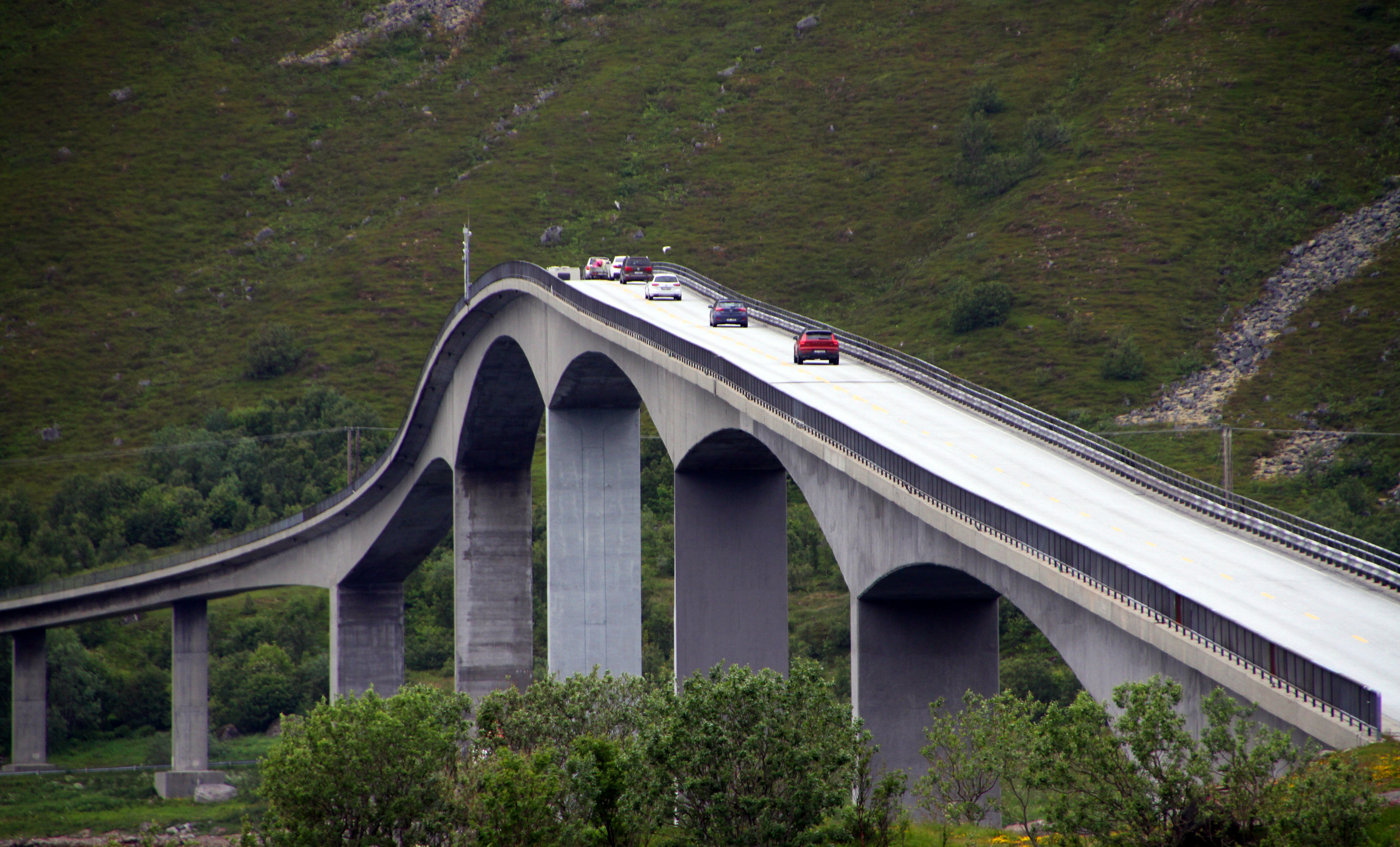
Gimsøystraumen.